# Haenggung-dong
Haenggung-dong (koreanska: 행궁동)  är en stadsdel i staden Suwon i provinsen Gyeonggi i den nordvästra delen av Sydkorea, 30 km söder om huvudstaden Seoul. Den ligger i stadsdistriktet Paldal-gu.